# Френк Шлек
Френк Шлек (њем. Fränk Schleck; 15. април 1980) бивши је луксембуршки професионални бициклиста у периоду од 2003. до 2016. Освојио је по једном Амстел голд рејс, Тур де Свис, Тур де Луксембург, Ђиро дел’Емилију и Критеријум Интернасионал, док је пет пута освојио национално првенство у друмској вожњи, а побиједио је на двије етапе на Тур де Франсу и на једној етапи на Вуелта а Еспањи. Његов млађи брат — Анди Шлек, такође је био професионални бициклиста, који је освојио Тур де Франс 2010, док је њихов отац — Џони Шлек, такође био бициклиста, освојио је једну етапу на Вуелта а Еспањи, а на Тур де Франсу је радио за два побједника — године 1968. за Јана Јансена и 1973. за Луиса Окању.
Професионалну каријеру почео је 2003. у тиму ЦСЦ, када му је најбољи резултат било шесто мјесто на Милано—Торину. Прву побједу остварио је 2005. када је освојио национално првенство у друмској вожњи, а завршио је Ђиро ди Ломбардију на трећем мјесту. Године 2006, освојио је Амстел голд рејс, док је Флеш Валон завршио на четвртом мјесту и Париз—Ницу на петом мјесту и проглашен је за спортисту године Луксембурга. Године 2007. освојио је Ђиро дел’Емилију, а завршио је Лијеж—Бастоњ—Лијеж на трећем мјесту и друмску трку на Свјетском првенству на четвртом мјесту.
Године 2008. освојио је национално првенство у друмској вожњи, док је завршио Амстел голд рејс на другом мјесту, Лијеж—Бастоњ—Лијеж на трећем и Тур де Франс на петом мјесту, гдје је носио жуту мајицу на двије етапе. Године 2009. освојио је Тур де Луксембург, а завршио је Париз—Ницу на другом мјесту и Тур де Франс на петом мјесту, уз једну етапну побједу, а касније му је припало четврто мјесто, јер су поништени резултати Ленса Армстронга. Године 2010. освојио је национално првенство у друмској вожњи, док је у вожњи на хронометар завршио на другом мјесту, иза Андија Шлека, након чега је освојио Тур де Свис и завршио је Тур де Луксембург на другом мјесту.
Године 2011. прешао је у Леопард трек, заједно са Андијем Шлеком и Фабијаном Канчеларом. Освојио је национално првенство у друмској вожњи и Критеријум интерасионал, након чега је завршио Лијеж—Бастоњ—Лијеж на трећем мјесту, Тур де Свис на седмом и Тур де Франс на трећем мјесту, док је његов брат — Анди Шлек, завршио на другом мјесту, чиме су постала прва браћа у историји који су завршили Тур де Франс на подијуму исте године. Године 2012. завршио је Тур де Свис на другом и Тур де Луксембург на трећем мјесту. Године 2013, био је суспендован због позитивног допинг теста на Тур де Франсу 2012. Након годину дана паузе, 2014. је освојио национално првенство у друмској вожњи по пети пут, а завршио је Критеријум интерасионал на шестом мјесту и Милано—Торино на деветом.
Године 2015. трку Тур оф Јута на четвртом мјесту, након чега је освојио етапу на Вуелта а Еспањи. Године 2016. завршио је друмску трку на националном првенству на трећем мјесту, а на крају сезоне, завршио је каријеру.

## Аматерска каријера
Френк Шлек је почео аматерску каријеру 1996. године као члан луксембуршког војног бициклистичког програма. Прве године је освојио друго мјесто на националном првенству у сикло кросу, а исти резултат је остварио и 1998. Године 2000. прешао је у италијански тим Де Нарди и освојио је треће мјесто на националном првенству и у друмској и у вожњи на хронометар.
Године 2001. возио је у Фестини, са којом је остварио прву побједу, освојио је игре малих градова, које су биле одржане у Сан Марину. На крају године, Фестина се угасила и Френк је остао без уговора. Контактирао је власника СЦС тима, Бјарнеа Риса и возио је 2002. као пробни возач, освојио је треће мјесто на трци Париз—Оксер и на крају сезоне, потписао је професионални уговор.

## Професионална каријера

### Почетак каријере
Професионалну каријеру почео је 2003. у тиму ЦСЦ. Прве године није остварио побједу, а возио је први гранд тур — Вуелта а Еспању, коју је напустио током осме етапе. Побједу није остварио ни 2004. а исте године, завршио је други на националном првенству, након чега је био члан тима за Олимпијске игре у Атини, гдје је друмску трку завршио на 16 месту. Поново је возио Вуелта а Еспању и завршио је на 46 мјесту у генералном пласману.
На почетку 2005. Френку се у тиму ЦСЦ придружио млађи брат Анди Шлек. Френк је на почетку сезоне освојио етапу на Туру Медитерана, возио је Ђиро д’Италију, али није забиљележио побједу. Френк и Анди су подијелили побједе на националном првенству, Френк је освојио друмску трку, а Анди трку на хронометар.

### 2006
Сезону 2006. је почео петим мјестом на Париз—Ници. На Вуелти ал Паис Баско је пао, али се опоравио на вријеме за Амстел голд рејс трку. Држао се у групи са фаворитима, напао је на 10 km до циља и побиједио је соло, што му је била највећа побједа. Три дана касније, завршио је четврти на Флеш Валону, коју је освојио Алехандро Валверде. На Лијеж—Бастоњ—Лијежу је завршио седми, на националном првенству други, а затим је возио Тур де Франс по први пут. Френк је био добар у планинама, побиједио је на етапи 15, на Алп ду езу, гдје је напао са Дамијаном Кунегом на 1,5 km до циља. У генералном пласману завршио је на 11 мјесту, а након Тура, освојио је Критеријум Хадсен.

### 2007
Сезону 2007. почео је на трци Вуелта а ла Комунидад Валенсијана, гдје је завршио на трећем мјесту. На Париз—Ници је завршио девети, а сезону класика је почео на Милан—Санрему, гдје је завршио на 29 мјесту. На Амстел голд рејсу је пао на 47 km до циља, али није доживио тежу повреду и завршио је на десетом мјесту. Опоравио се на вријеме за Флеш Валон, гдје је завршио на седмом мјесту. Након трке, објавио је да је доживио лом пршљенова, али је дан касније завршио Лијеж—Бастоњ—Лијеж на трећем мјесту, након што није могао да прати Данила Ди Луку на километар до циља. На Тур де Свису, побиједио је на трећој етапи и био је лидер трке, али је завршио на седмом мјесту. На свом другом наступу на Тур де Франсу није био успјешан, завршио је на 17 мјесту.
На Свјетском првенству, био је члан успјешног напада, али се није домогао медаље, завршио је четврти. На крају сезоне освојио је трку Ђиро дел’Емилија.

### 2008
Сезону 2008. почео је на Тур де Сан Луис трци, гдје није остварио побједу. Амстел голд рејс завршио је на другом мјесту, иза Кунега. Френк и његов брат Анди су напали у финишу Лијеж—Бастоњ—Лијежа и само су могли да прате Валверде и Давиде Ребелин. Анди је отпао и завршио је четврти, а Френк је у спринту завршио трећи. На Тур де Свису, пао је на спусту, али се опоравио за Тур де Франс. На првој брдској етапи завршио је трећи и остао је секунду иза Кадела Еванса. Секунду је надокнадио осам дана касније и узео је жуту мајицу. На етапи 17, мајицу је преузео његов сувозач — Карлос Састре, који је и освојио Тур, док је Френк завршио на шестом мјесту на крају. Након Тура, био је члан тима на Летњим олимпијским играма у Пекингу и завршио је друмску трку на 43 мјесту.

### 2009
Сезону 2009. почео је на Туру оф Калифорнији, гдје је побиједио на осмој етапи, а затим је освојио друго мјесто на Париз—Ници. На Амстел голд рејсу је пао и задобио је потрес мозга и хитно је пребачен у болницу. Опоравио се брзо и освојио је национално првенство у друмској вожњи и Тур де Луксембург. На Тур де Франсу је опет освојио етапу, побиједио је на етапи 17, испред Алберта Контадора и Андија Шлека. Анди је на крају освојио друго мјесто на Туру, а Френк пето. Након Тура, освојио је Критеријум Луксембург и возио је Вуелта а Еспању, али је напустио током етапе 11.

### 2010
Године 2010. завршио је Париз—Ницу на 16 мјесту, Вуелта а Каталуњу на 22, а прву побједу је остварио на Тур де Луксембургу, гдје је побиједио на другој етапи и завршио је други у генералном пласману. Етапу је освојио и на Тур де Свису, где је изненадио на хронометру и освојио трку. На националном првенству, освојио је друмску трку, а завршио је на другом мјесту у вожњи на хронометар.
На трећој етапи на Тур де Франсу, доживио је троструки прелом кључне кости и напустио је Тур. Вратио се на Вуелта а Еспању, коју је завршио на петом мјесту. У Финишу сезоне освојио је трку Амстел Куракао, у Холандским Антилима.
На дан 29. јула, Френк и Анди Шлек су објавили да напуштају Саксо—Банк на крају сезоне.

### 2011
Сезону 2011. почео је освајањем Критеријума интернасионал, а затим је завршио Лијеж—Бастоњ—Лијеж и национално првенство у друмској вожњи на другом мјесту.
На Тур де Франсу, на етапи 12, напао је на последњем успону и завршио је трећи. Након Пиринеја, био је на другом мјесту у генералном пласману, а Анди на четвртом. На кол де Галибијеу, Анди је побиједио, а Френк је завршио на другом мјесту и, пред хронометар на последњој такмичарској, етапи 20, били су на првом и другом мјесту у генералном пласману, Френк је био 53 секунде иза Андија, а Еванс 57. На хронометру, Еванс је завршио седам секунди иза побједника — Тонија Мартина, а два и по минута испред Андија и Френка Шлека и освојио је Тур, док су браћа Шлек завршили на другом и трећем мјесту, поставши тако прва браћа која су завршила Тур заједно на подијуму исте године.
Након Тура, освојио је Критеријум Луксембурга. У ренкингу у оквиру UCI ворлд тура, завршио је на десетом мјесту.

### 2012—2014
Сезону 2012. почео је седмим мјестом на Тур де Андалузији, а на Арденским класицима није завршио испод 20 мјеста. Возио је Ђиро д’Италију, али је напустио током 15 етапе. У јуну, завршио је Тур де Луксембург на трећем мјесту, а затим Тур де Свис на другом. Након повреде Андија Шлека на Критеријуму ди Дофине, Френк је био лидер тима на Тур де Франсу. Током шесте етапе, пао је на 25 km до циља и изгубио је два минута. На крају етапе 15, напустио је Тур, јер је био позитиван на допинг тесту на диуретик и суспендован је на годину дана.
На дан 4. јула, тим Рејдиошек је објавио да неће продружити уговор са Френком Шлеком, али након што је Трек ушао као спонзор и под притиском Френковог брата, Андија, продужили су уговор. Након истека суспензије, вратио се бициклизму на Критеријуму Луксембурга, гдје је завршио на осмом мјесту.
Године 2014. завршио је Критеријум интерсационал а шестом мјесту, Лијеж—Бастоњ—Лијеж на 19 и Тур де Луксембург на деветом мјесту. Прву побједу остварио је на националном првенству, гдје је побиједио у друмској трци.
Возио је Тур де Франс и завршио га је на 12 мјесту, а у финишу сезоне, завршио је Милано—Торино на деветом мјесту.

### 2015—2016
Године 2015. завршио је Тур оф Јута трку на четвртом мјесту, а једину побједу у сезони остварио је на Вуелта а Еспањи, гдје је побиједио на етапи 16, када је дошао на циљ соло, минут испред Родолфа Тореса, што му је била прва побједа на гранд тур тркама након 2009. У генералном пласману завршио је на 24 мјесту.
Године 2016. пао је на Флеш Валону и поломио кључну кост, због чега је морао да пропусти Лијеж—Бастоњ—Лијеж. Вратио се на Тур де Свису, који је завршио на 19 мјесту, након чега је национално првенство у друмској вожњи завршио на трећем мјесту. Возио је Тур де Франс, али није остварио запажене резултате и завршио је на 34 мјесту у генералном пласману. Након Тура, завршио је на трећем мјесту на Критеријуму Несус у Њемачкој. На Олимпијским играма 2016, у Рио де Жанеиру, друмску трку је завршио на 20 мјесту. На крају сезоне, завршио је каријеру.

## Допинг

### Оптужбе за допинг 2008.
На дан 25. јула 2008. дан пред одлучујућу етапу на Тур де Франсу, њемачки часопис "Зидојче цајтунг" објавио је чланак о контакту између Френка Шлека и шпанског доктора — Еуфемијана Фуентеса у децембру 2005. Власти су рекли да нема доказа да би се третирало као тужба. Оптужбе за повезаност са Фуентесом су праћене добрим вожњама Френка Шлека, који је носио и жуту мајицу на Туру неколико дана.
Прије Свјетског првенства 2008. у Варезеу, часопис је објавио нови чланак, у којем тврде да су видјели доказ да је Шлек уплатио 7,000 евра у швајцарску банку, која је повезана са Фуентесом. Доказ је пронашла њемачка полиција и потврдиле су га луксембуршке власти.
Након што је и сам Шлек признао да је уплатио, Бјарне Рис га је суспендовао из тима док се не потврди да се није допинговао. Шлек је у децембру ослобођен свих оптужби за допинг.

### Допинг 2012.
На дан 17. јула 2012. тим Рејдиошек—нисан је, током другог дана одмора, повукао Френка Шлека са Тур де Франса, због позитивног А узорка на ксипамид. И Б узорак је такође био позитиван, након чега је суспендован од стране тима.
У јануару 2013. објављено је да је суспендован на годину дана од стране луксембуршке антидопинг агенције. Суспензија је почела од 14. јула 2012. па се Френк вратио бициклизму у јулу 2013.